# Issay Dobrowen

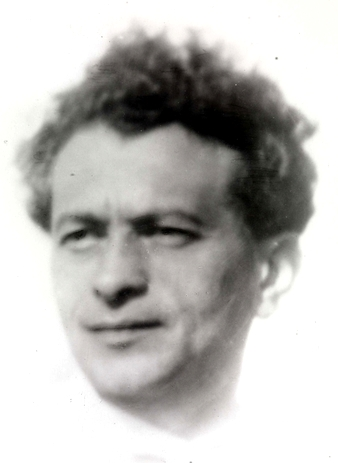
Issay Dobrowen (1931)

Issay Alexandrowich Dobrowen (Исай Александрович Добровейн; * 15. Februarjul. / 27. Februar 1891greg. in Nischni Nowgorod; † 9. Dezember 1953 in Oslo) war ein norwegischer Dirigent, Pianist, Opernregisseur und Komponist russisch-jüdischer Herkunft.

## Leben
Als Izchok Sorachowitsch Barabeitschik (Ицхок Зорахович Барабейчик) geboren, wurde er von der Familie des Stiefvaters seiner Mutter adoptiert und erhielt deren Namen Dobrowel, den er während seiner Studienzeit in Dobrowejn änderte. Nach seiner Emigration 1922 wurde er unter dem Namen Issay Dobrowen bekannt.
Dobrowen trat bereits als Vierjähriger öffentlich in Nischni Nowgorod als Pianist auf. Dort wurde 1901 der Pianist David Shor auf ihn aufmerksam und sicherte ihm einen Platz am Moskauer Konservatorium. Er wurde hier Kompositionsschüler von Sergei Tanejew und besuchte die Klavierklasse von Konstantin Igumnow. Er galt bald als einer der besten Klavierschüler des Konservatoriums und erhielt 1911 in dem Fach eine Goldmedaille.
Danach ging er nach Wien, um bei Leopold Godowsky zu studieren und übersiedelte nach einem knappen Jahr nach Paris. Dort gehörte er zum Kreis der russischen Exilanten um den Dichter Maxim Gorki, kehrte aber nach einem halben Jahr nach Moskau zurück. Hier trat er unter Dirigenten wie Sergei Kussewizki und Nikolai Malko auf, spielte im Trio mit Gregor Piatigorsky und Mischa Mischakoff und begleitete gelegentlich den berühmten Fjodor Schaljapin. Als Pianist und Komponist von Schauspielmusiken wirkte er am Stanislawski Theater (Künstlertheater). 1920 spielte er Beethovens Appassionata vor Lenin.
Dobrowen heiratete 1916 Maria Ruperti, genannt Manja (1896–1997). Zusammen hatten sie die Kinder Natalia (1918–2000) und Alexander (1920–2016). Als Dobrowens Schwiegereltern im Zuge der Oktoberrevolution enteignet wurden und mittellos nach Deutschland fliehen mussten, unterstützte er sie finanziell mehrere Male. Seine Frau war die Schwester von Andreas Ruperti (1897–1987), dem Ehemann von Madja Ruperti.
1918 trat Dobrowen erstmals als Dirigent auf. Bereits im Folgejahr leitete er eine Aufführung des Boris Godunow am Bolschoi-Theater mit Schaljapin in der Titelrolle und erhielt ein festes Engagement als Dirigent. Nachdem sein Vertrag 1922 nicht verlängert wurde, emigrierte er mit seiner Familie nach Dresden. Hier erarbeitete er mit Fritz Busch die Aufführung des Boris Godunow an der Semperoper, mit der er den Grund seiner Karriere in Westeuropa legte. Er wirkte als Gastdirigent der Berliner und Wiener Philharmoniker, des Gewandhausorchesters in Leipzig, der Staatskapelle Dresden und der Dresdner Philharmonie und wurde 1924 an die Volksoper Berlin engagiert.
In der Saison 1927–28 war er Chefdirigent an der Oper von Sofia, war dann in Oslo und ab 1930 in San Francisco engagiert. Er behielt seinen Dresdner Wohnsitz, war aber seit 1928 norwegischer Staatsbürger. 1934 übersiedelte er nach Norwegen, von wo er vor der deutschen Invasion 1940 nach Schweden flüchtete. Hier wirkte er bis 1945 am Königlichen Opernhaus in Stockholm.
Nach 1945 spielte Dobrowen eine Anzahl von Aufnahmen mit dem von Walter Legge gegründeten Londoner Philharmonia Orchestra ein. Mehr als 20 Stunden Musik – heute größtenteils als CD verfügbar – nahm er für HMV auf. In Paris realisierte er eine Gesamtaufnahme des Boris Godunow. Daneben leitete er weiterhin Opernaufführungen u. a. an der Covent Garden Opera und der Mailänder Scala.
Dobrowen komponierte zwanzig Werke, darunter ein Klavierkonzert, eine Violinsonate, Bühnen- und Filmmusiken, Chor- und Sololieder sowie kleine Stücke für Violine und Klavier. Insbesondere das Klavierkonzert, das er selbst international aufführte, fand in jüngerer Zeit wieder mehr Beachtung. Er folgte dabei dem kompositorischen Stil von Rachmaninow, Alexander Skriabin und Nicolai Medtner.

## Werke
Klavierwerke
- Elegie WoO
- 8 Preludes, Op.1
- Ballade Nr.1 Op.2
- 4 Mazurkas Op.4
- Märchen-Sonate Op.5
- Jugend-Sonate Op.5b
- 2 Walzer Op.6
- Scherzo Op. 7a
- 4 Etuden Op.8
- Ballade Nr.2 Op.9
- Klaviersonate Nr.2 Op.10
- Kleine Mazurka Op.11
- 7 Stücke  Op. 13
  - Scherzo (C-Dur)
  - Prélude (E-Dur)
  - Nocturne (c♯-moll)
  - Etude (e♭-moll)
  - Pastorale (E♭-Dur)
  - Etude (c♯-moll)
  - Mazurka-Capriccio (b-moll)
- Impromptu Op.14

Kammermusik
- 7 Romanzen für Stimme und Klavier Op. 7
- Hebräische Melodien Op. 12 für Violine und Klavier
- Violinsonate Op. 15
- Märchen für Violine und Klavier Op.16

## Medien
- Issay Dobrowen: Piano Concerto, Sonata-Skazka, Jugend-Sonate, Deuxième Sonate. Jørn Fossheim piano, Alexander Dmitrijew Dirigent des St. Petersburger Akademischen Philharmonischen Orchesters (Академический симфонический оркестр Санкт-Петербургской филармонии). CD, Simax Classics 2004, PSC 1246.